# سپاهان‌شهر
سپاهان‌شهر بخشی از شهر اصفهان است که در منطقه ۵ شهرداری اصفهان واقع شده است.سپاهان شهر در سال ۱۳۷۰ احداث شد و امروزه گسترش زیادی پیدا کرده است. جمعیت این محله در سال ۱۴۰۱، ۳۸۵۴۳ نفر با تراکم ۹۴ نفر در هر کیلومتر مربع بوده است.
سپاهان‌شهر در زمان حاضر به یکی از مناطق بالای شهر اصفهان تبدیل شده و دارای امتیازهایی مانند سیتی سنتر، فروشگاه‌های زنجیره‌ای متعدد، مجموعه‌های ورزشی و تفریحی، درمانگاه و کلینیک است. سپاهان شهر بر پایه سنتی شهرسازی‌های دنیا ساخته شده و تمام خیابان‌های اصلی، فرعی و بن‌بست‌های این شهر قرینه یکدیگر می‌باشند.

## موقعیت جغرافیایی
سپاهان‌شهر از سمت شمال به کوه صفه و از سمت غرب به شهر ابریشم و از سمت جنوب به منطقه شاه کوه و از سمت شرق به سیتی سنتر اصفهان محدود می‌باشد.

## اقتصاد
تا تیر ۱۳۹۹ فروشگاه هایپرمارکت کوثر شماره ۲ سپاهان شهر در حال ساخت بود.

### زیرساخت

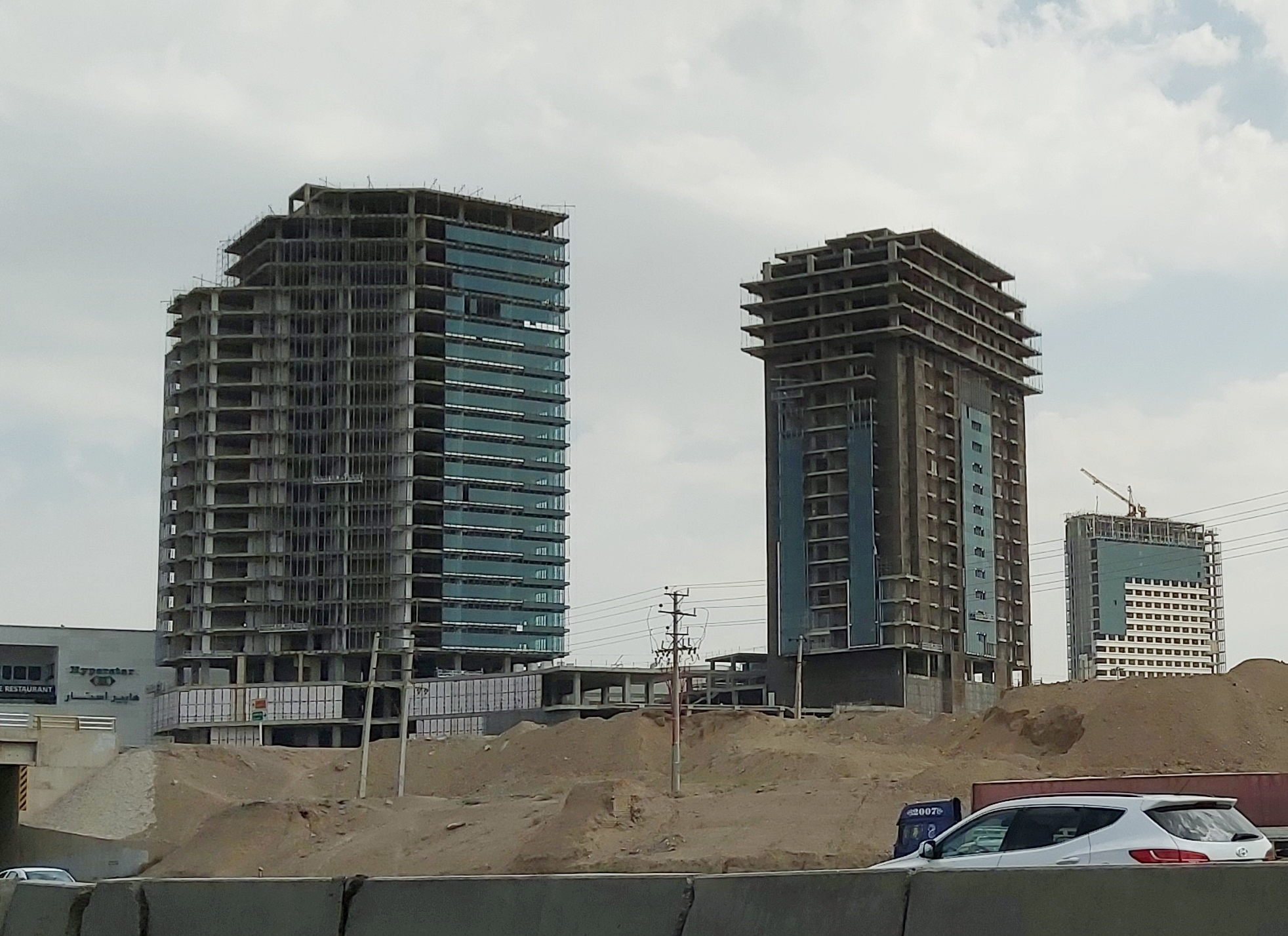
برج‌های سیتی سنتر

سپاهان شهر از جنوب به امتداد ریل ایستگاه راه‌آهن اصفهان متصل است. به نقل از قدرت‌الله نوروزی شهردار اصفهان در سال ۱۳۹۹، قرار است در آینده بزرگترین میدان جهان در منطقه ۵ احداث بشود.
سپاهان شهر تا شهر ابریشم یکی از مسیرهایی است که دوچرخه سواران برای برگزاری مسابقات یا تفریح استفاده می‌کنند.

#### خیابان‌های اصلی
سپاهان شهر دارای ۲ بلوار اصلی غدیر و شاهد است که بیشتر فروشگاه‌های آن در بلوار غدیر مستقر می‌باشد.
خیابان نظام یکی از خیابان‌های اصلی سپاهان شهر برای تردد به‌شمار می‌رود و در ناحیه شمالی سپاهان شهر قرار دارد.

## مکان‌های تفریحی رفاهی
- پارک آبی آبسار
- مرکز خرید سیتی سنتر اصفهان[۹]
- هتل پرستیژ
- برجهای اداری

## وب سایت خدمات دهی
- سایت سپاهانشهر من